# Danh sách cầu thủ tham dự giải vô địch bóng đá U-17 châu Âu 2005
Các cầu thủ in đậm từng thi đấu cho đội tuyển quốc gia.

## Bảng A

### Belarus
Huấn luyện viên: Petr Mikheyev
| Số | Vt | Cầu thủ             | Ngày sinh (tuổi)            | Số trận | Câu lạc bộ          |
| -- | -- | ------------------- | --------------------------- | ------- | ------------------- |
| 1  | TM | Igor Khomlyak       | 20 tháng 5, 1988 (16 tuổi)  |         | Shakhtyor Soligorsk |
| 2  | HV | Aleh Veratsila      | 10 tháng 7, 1988 (16 tuổi)  |         | Dinamo Minsk        |
| 3  | TV | Aleksandr Petrov    | 8 tháng 2, 1988 (17 tuổi)   |         | Lokomotiv Vitebsk   |
| 4  | TV | Stanislaw Drahun    | 4 tháng 6, 1988 (16 tuổi)   |         | Lokomotiv Minsk     |
| 5  | HV | Yuri Ostroukh       | 21 tháng 1, 1988 (17 tuổi)  |         | Lida                |
| 6  | TV | Vladimir Safrankov  | 5 tháng 1, 1988 (17 tuổi)   |         | Zvezda-BGU Minsk    |
| 7  | TV | Mikhail Sivakow     | 16 tháng 1, 1988 (17 tuổi)  |         | BATE Borisov        |
| 8  | TĐ | Maksim Skavysh      | 13 tháng 11, 1989 (15 tuổi) |         | BATE Borisov        |
| 9  | TĐ | Aleksey Zvonkov     | 20 tháng 4, 1988 (17 tuổi)  |         | MTZ-RIPO Minsk      |
| 10 | TĐ | Sergey Kisly        | 2 tháng 1, 1988 (17 tuổi)   |         | MTZ-RIPO Minsk      |
| 11 | TĐ | Aleksandr Kolotsey  | 27 tháng 1, 1988 (17 tuổi)  |         | BATE Borisov        |
| 12 | TM | Yegor Khatkevich    | 9 tháng 7, 1988 (16 tuổi)   |         | BATE Borisov        |
| 13 | TV | Andrey Kukharyonok  | 24 tháng 5, 1988 (16 tuổi)  |         | Lokomotiv Minsk     |
| 14 | HV | Aleksey Shpilevskiy | 17 tháng 2, 1988 (17 tuổi)  |         | VfB Stuttgart       |
| 15 | TV | Dzmitry Rekish      | 14 tháng 9, 1988 (16 tuổi)  |         | Dinamo Minsk        |
| 16 | HV | Igor Lisitsa        | 10 tháng 4, 1988 (17 tuổi)  |         | Lida                |
| 17 | TV | Anton Bubnov        | 23 tháng 11, 1988 (16 tuổi) |         | MTZ-RIPO Minsk      |
| 18 | HV | Egor Filipenko      | 10 tháng 4, 1988 (17 tuổi)  |         | BATE Borisov        |
| 19 | HV | Igor Karpovich      | 2 tháng 8, 1988 (16 tuổi)   |         | Lida                |

### Anh
Huấn luyện viên: John Peacock
| Số | Vt | Cầu thủ           | Ngày sinh (tuổi)            | Số trận | Câu lạc bộ              |
| -- | -- | ----------------- | --------------------------- | ------- | ----------------------- |
| 1  | TM | David Button      | 27 tháng 2, 1989 (16 tuổi)  |         | Tottenham Hotspur       |
| 2  | HV | Elliot Omozusi    | 15 tháng 12, 1988 (16 tuổi) |         | Fulham                  |
| 3  | HV | Scott Golbourne   | 29 tháng 2, 1988 (17 tuổi)  |         | Bristol City            |
| 4  | TV | Lewis McGugan     | 25 tháng 10, 1988 (16 tuổi) |         | Nottingham Forest       |
| 5  | HV | Leigh Mills       | 8 tháng 2, 1988 (17 tuổi)   |         | Tottenham Hotspur       |
| 6  | HV | Michael Mancienne | 8 tháng 1, 1988 (17 tuổi)   |         | Chelsea                 |
| 7  | TĐ | Theo Walcott      | 16 tháng 3, 1989 (16 tuổi)  |         | Southampton             |
| 8  | TV | Mark Davies       | 18 tháng 2, 1988 (17 tuổi)  |         | Wolverhampton Wanderers |
| 9  | TĐ | Joe Garner        | 12 tháng 4, 1988 (17 tuổi)  |         | Blackburn Rovers        |
| 10 | TV | Hogan Ephraim     | 31 tháng 3, 1988 (17 tuổi)  |         | West Ham United         |
| 11 | TV | Myles Weston      | 12 tháng 3, 1988 (17 tuổi)  |         | Charlton Athletic       |
| 12 | TV | Andy Gooding      | 30 tháng 4, 1988 (17 tuổi)  |         | Coventry City           |
| 13 | TM | Paddy Gamble      | 1 tháng 9, 1988 (16 tuổi)   |         | Nottingham Forest       |
| 14 | TV | Fabrice Muamba    | 6 tháng 4, 1988 (17 tuổi)   |         | Arsenal                 |
| 15 | TV | Scott Phelan      | 13 tháng 3, 1988 (17 tuổi)  |         | Everton                 |
| 16 | TĐ | Darryl Knights    | 1 tháng 5, 1988 (17 tuổi)   |         | Ipswich Town            |
| 17 | TĐ | James Vaughan     | 14 tháng 7, 1988 (16 tuổi)  |         | Everton                 |
| 18 | HV | James Tomkins     | 29 tháng 3, 1989 (16 tuổi)  |         | West Ham United         |

### Ý
Huấn luyện viên: Francesco Rocca

| Số | VT | Cầu thủ               | Ngày sinh (tuổi)           | Trận | Bàn             | Câu lạc bộ     |
| -- | -- | --------------------- | -------------------------- | ---- | --------------- | -------------- |
| 1  | TM | Enrico Alfonso        | 4 tháng 5, 1988 (16 tuổi)  | 1    | 0               | Chievo         |
| 2  | HV | Davide Brivio         | 17 tháng 3, 1988 (17 tuổi) | 8    | 0               | Atalanta       |
| 3  | HV | Lorenzo De Silvestri  | 23 tháng 5, 1988 (16 tuổi) | 10   | 2               | Lazio          |
| 4  | HV | Michele Cremonesi     | 15 tháng 4, 1988 (17 tuổi) | 8    | 0               | Cremonese      |
| 5  | TV | Davide Di Gennaro     | 16 tháng 6, 1988 (16 tuổi) | 2    | 1               | Milan          |
| 6  | TV | Daniele Greco         | 16 tháng 6, 1988 (16 tuổi) | 7    | 1               | Lazio          |
| 7  | TV | Marco Mancosu         | 22 tháng 8, 1988 (16 tuổi) | 2    | 0               | Cagliari       |
| 8  | TV | Simone Palermo        | 17 tháng 8, 1988 (16 tuổi) | 5    | 2               | Roma           |
| 9  | TĐ | Marco Dalla Costa     | 25 tháng 3, 1988 (17 tuổi) | 2    | 0               | Internazionale |
| 10 | TV | Ivan Castiglia        | 6 tháng 1, 1988 (17 tuổi)  | 3    | 0               | Reggina        |
| 11 | TĐ | Salvatore Foti        | 8 tháng 8, 1988 (16 tuổi)  | 7    | 3               | Venezia        |
| 12 | TM | Paolo Tornaghi        | 21 tháng 6, 1988 (16 tuổi) | 1    | 0               | Internazionale |
| 13 | TV | Michael Cia           | 3 tháng 8, 1988 (16 tuổi)  | 0    | 0               | South Tyrol    |
| 14 | HV | Massimiliano Tagliani | 4 tháng 4, 1989 (16 tuổi)  | 0    | 0               | Brescia        |
| 15 | TV | Michael Bacher        | 19 tháng 2, 1988 (17 tuổi) | 2    | 0               | South Tyrol    |
| 16 | HV | Manuel Angelucci      | 28 tháng 1, 1988 (17 tuổi) | 0    | 0               | Ternana        |
| 17 | TĐ | Piergiuseppe Maritato | 19 tháng 3, 1989 (16 tuổi) | 0    | 0               | Juventus       |
| 18 | TĐ | Andrea Russotto       | 25 tháng 5, 1988 (16 tuổi) |      | {{{bàn thắng}}} | Cisco Roma     |
| 19 | TM | Simone Santarelli     | 7 tháng 9, 1988 (16 tuổi)  | 1    | 0               | Lazio          |

### Thổ Nhĩ Kỳ
Huấn luyện viên: Abdullah Avcı
| Số | Vt | Cầu thủ           | Ngày sinh (tuổi)           | Số trận | Câu lạc bộ        |
| -- | -- | ----------------- | -------------------------- | ------- | ----------------- |
| 1  | TM | Volkan Babacan    | 11 tháng 8, 1988 (16 tuổi) |         | Fenerbahçe        |
| 2  | HV | Serdar Keşçi      | 18 tháng 1, 1988 (17 tuổi) |         | Galatasaray       |
| 3  | HV | Ferhat Bıkmaz     | 6 tháng 7, 1988 (16 tuổi)  |         | Hannover 96       |
| 4  | HV | Erkan Ferin       | 20 tháng 3, 1988 (17 tuổi) |         | Galatasaray       |
| 5  | HV | Mehmet Yılmaz     | 26 tháng 3, 1988 (17 tuổi) |         | Bursaspor         |
| 6  | HV | Harun Karadaş     | 14 tháng 1, 1988 (17 tuổi) |         | Galatasaray       |
| 7  | TĐ | Özgürcan Özcan    | 10 tháng 4, 1988 (17 tuổi) |         | Galatasaray       |
| 8  | TV | Caner Erkin       | 4 tháng 3, 1988 (17 tuổi)  |         | Vestel Manisaspor |
| 9  | TĐ | Tevfik Köse       | 12 tháng 7, 1988 (16 tuổi) |         | Bayer Leverkusen  |
| 10 | TV | Nuri Şahin        | 5 tháng 9, 1988 (16 tuổi)  |         | Borussia Dortmund |
| 11 | TV | Deniz Yılmaz      | 26 tháng 2, 1988 (17 tuổi) |         | SSV Ulm 1846      |
| 12 | TM | Onur Kıvrak       | 1 tháng 1, 1988 (17 tuổi)  |         | Karşıyaka         |
| 13 | HV | Anıl Taşdemir     | 1 tháng 1, 1988 (17 tuổi)  |         | Göztepe           |
| 14 | TV | Aydın Yılmaz      | 29 tháng 1, 1988 (17 tuổi) |         | Galatasaray       |
| 15 | HV | Emre Balak        | 11 tháng 8, 1988 (16 tuổi) |         | Samsunspor        |
| 16 | TV | Umut Salgınoğlu   | 1 tháng 1, 1988 (17 tuổi)  |         | Adanaspor         |
| 17 | TV | Murat Duruer      | 15 tháng 1, 1988 (17 tuổi) |         | Ankaragücü        |
| 18 | TV | Muhammed Ali Atam | 21 tháng 5, 1988 (16 tuổi) |         | Galatasaray       |

## Bảng B

### Croatia
Huấn luyện viên: Ivan Gudelj
| Số | Vt | Cầu thủ             | Ngày sinh (tuổi)           | Số trận | Câu lạc bộ          |
| -- | -- | ------------------- | -------------------------- | ------- | ------------------- |
| 1  | TM | Ivan Kelava         | 20 tháng 2, 1988 (17 tuổi) |         | Dinamo Zagreb       |
| 2  | TV | Milan Badelj        | 25 tháng 2, 1989 (16 tuổi) |         | NK Zagreb           |
| 3  | TV | Krešo Ljubičić      | 26 tháng 9, 1988 (16 tuổi) |         | Eintracht Frankfurt |
| 4  | HV | Dejan Lovren        | 5 tháng 7, 1989 (15 tuổi)  |         | Dinamo Zagreb       |
| 5  | HV | Tomislav Kristić    | 20 tháng 6, 1988 (16 tuổi) |         | Hajduk Split        |
| 6  | TV | Saša Vukonić        | 22 tháng 7, 1988 (16 tuổi) |         | Slaven Belupo       |
| 7  | TV | Mislav Radoš        | 31 tháng 1, 1988 (17 tuổi) |         | SpVgg Unterhaching  |
| 8  | TV | Davor Špehar        | 9 tháng 2, 1988 (17 tuổi)  |         | Dinamo Zagreb       |
| 9  | TĐ | Nikola Kalinić      | 5 tháng 1, 1988 (17 tuổi)  |         | Hajduk Split        |
| 10 | TV | Stipe Bačelić-Grgić | 16 tháng 2, 1988 (17 tuổi) |         | Hajduk Split        |
| 11 | TV | Matija Špičić       | 24 tháng 2, 1988 (17 tuổi) |         | NK Zagreb           |
| 12 | TM | Josip Solić         | 24 tháng 2, 1988 (17 tuổi) |         | Hajduk Split        |
| 13 | HV | Danijel Rašić       | 5 tháng 10, 1988 (16 tuổi) |         | Hajduk Split        |
| 14 | TV | Stipe Glasović      | 27 tháng 2, 1988 (17 tuổi) |         | Hajduk Split        |
| 15 | TĐ | Mateas Delić        | 17 tháng 6, 1988 (16 tuổi) |         | Slaven Belupo       |
| 16 | TĐ | Damir Vidović       | 29 tháng 2, 1988 (17 tuổi) |         | Dinamo Zagreb       |
| 17 | TĐ | Grgur Radoš         | 31 tháng 1, 1988 (17 tuổi) |         | SpVgg Unterhaching  |
| 18 | HV | Haris Mehmedagić    | 29 tháng 3, 1988 (17 tuổi) |         | NK Zagreb           |

### Israel
Huấn luyện viên: Avraham Bahar
| Số | Vt | Cầu thủ        | Ngày sinh (tuổi)            | Số trận | Câu lạc bộ         |
| -- | -- | -------------- | --------------------------- | ------- | ------------------ |
| 1  | TM | Guy Hadani     | 24 tháng 5, 1988 (16 tuổi)  |         | Maccabi Tel Aviv   |
| 2  | HV | Snir Mishan    | 13 tháng 11, 1988 (16 tuổi) |         | Maccabi Haifa      |
| 3  | TV | Eliran Malka   | 29 tháng 2, 1988 (17 tuổi)  |         | Beitar Tubruk      |
| 4  | HV | Oshri Roash    | 25 tháng 7, 1988 (16 tuổi)  |         | Hapoel Haifa       |
| 5  | HV | Oded Elkayam   | 9 tháng 2, 1988 (17 tuổi)   |         | Hapoel Haifa       |
| 6  | TV | Bibras Natkho  | 18 tháng 2, 1988 (17 tuổi)  |         | Hapoel Tel Aviv    |
| 7  | TV | Avi Reikan     | 10 tháng 9, 1988 (16 tuổi)  |         | Beitar Jerusalem   |
| 8  | TV | Maor Buzaglo   | 14 tháng 1, 1988 (17 tuổi)  |         | Maccabi Haifa      |
| 9  | TV | Haim Salook    | 10 tháng 2, 1988 (17 tuổi)  |         | Maccabi Tel Aviv   |
| 10 | TĐ | Dudu Biton     | 1 tháng 3, 1988 (17 tuổi)   |         | Maccabi Haifa      |
| 11 | TV | Beram Kayal    | 2 tháng 5, 1988 (17 tuổi)   |         | Maccabi Haifa      |
| 12 | TV | Tomer Snappir  | 8 tháng 5, 1988 (16 tuổi)   |         | Hapoel Kfar Saba   |
| 13 | HV | Ran Abukarat   | 14 tháng 12, 1988 (16 tuổi) |         | Hpaoel Haifa       |
| 14 | TĐ | Dela Yampolsky | 28 tháng 7, 1988 (16 tuổi)  |         | Maccabi Netanya    |
| 15 | HV | Amiran Shkalim | 23 tháng 3, 1988 (17 tuổi)  |         | Maccabi Tel Aviv   |
| 16 | TĐ | Gil Cain       | 5 tháng 3, 1988 (17 tuổi)   |         | Maccabi Tel Aviv   |
| 17 | HV | Asher Tobi     | 24 tháng 1, 1988 (17 tuổi)  |         | Hapoel Tel Aviv    |
| 18 | TM | Robi Levkovich | 31 tháng 8, 1988 (16 tuổi)  |         | Hapoel Petah Tikva |

### Hà Lan
Huấn luyện viên: Ruud Kaiser
| Số | Vt | Cầu thủ               | Ngày sinh (tuổi)            | Số trận | Câu lạc bộ   |
| -- | -- | --------------------- | --------------------------- | ------- | ------------ |
| 1  | TM | Tim Krul              | 3 tháng 4, 1988 (17 tuổi)   |         | ADO Den Haag |
| 2  | HV | Robin Huisman de Jong | 8 tháng 6, 1988 (16 tuổi)   |         | Heerenveen   |
| 3  | HV | Dirk Marcellis        | 13 tháng 4, 1988 (17 tuổi)  |         | PSV          |
| 4  | HV | Jordy Buijs           | 28 tháng 12, 1988 (16 tuổi) |         | Feyenoord    |
| 5  | HV | Martijn van der Laan  | 29 tháng 7, 1988 (16 tuổi)  |         | Groningen    |
| 6  | TV | Ruud Vormer           | 8 tháng 5, 1988 (16 tuổi)   |         | AZ           |
| 7  | TĐ | Melvin Zaalman        | 17 tháng 6, 1988 (16 tuổi)  |         | Sparta       |
| 8  | TV | Jeffrey Sarpong       | 3 tháng 8, 1988 (16 tuổi)   |         | Ajax         |
| 9  | TĐ | Diego Biseswar        | 8 tháng 3, 1988 (17 tuổi)   |         | Feyenoord    |
| 10 | TV | Vurnon Anita          | 4 tháng 4, 1988 (17 tuổi)   |         | Ajax         |
| 11 | TĐ | John Goossens         | 25 tháng 7, 1988 (16 tuổi)  |         | Ajax         |
| 12 | HV | Ömer Özcelik          | 22 tháng 1, 1988 (17 tuổi)  |         | Utrecht      |
| 13 | TV | Niels Vorthoren       | 21 tháng 2, 1988 (17 tuổi)  |         | Willem II    |
| 14 | TV | Jerson Anes Ribeiro   | 9 tháng 3, 1988 (17 tuổi)   |         | Feyenoord    |
| 15 | HV | Mike van der Kooy     | 30 tháng 1, 1988 (17 tuổi)  |         | Utrecht      |
| 16 | TM | Koen Verhoeff         | 6 tháng 3, 1988 (17 tuổi)   |         | Ajax         |
| 17 | TĐ | Marvin Emnes          | 27 tháng 5, 1988 (16 tuổi)  |         | Sparta       |
| 18 | TĐ | Hanne Hagary          | 27 tháng 1, 1988 (17 tuổi)  |         | Feyenoord    |

### Thụy Sĩ
Huấn luyện viên: Yves Débonnaire
| Số | Vt | Cầu thủ             | Ngày sinh (tuổi)            | Số trận | Câu lạc bộ    |
| -- | -- | ------------------- | --------------------------- | ------- | ------------- |
| 1  | TM | Yann Sommer         | 17 tháng 12, 1988 (16 tuổi) |         | Basel         |
| 2  | HV | Remo Staubli        | 7 tháng 10, 1988 (16 tuổi)  |         | Zürich        |
| 3  | HV | Jonas Elmer         | 28 tháng 2, 1988 (17 tuổi)  |         | Grasshopper   |
| 4  | HV | Davide Redzepi      | 15 tháng 1, 1988 (17 tuổi)  |         | Young Boys    |
| 5  | HV | Samuel Haas         | 7 tháng 1, 1988 (17 tuổi)   |         | Grasshopper   |
| 6  | TV | Damien Germanier    | 30 tháng 3, 1988 (17 tuổi)  |         | Sion          |
| 7  | TĐ | Fabio Klingler      | 30 tháng 12, 1988 (16 tuổi) |         | Winterthur    |
| 8  | TV | Daniel Pavlović     | 22 tháng 4, 1988 (17 tuổi)  |         | SC Freiburg   |
| 9  | TĐ | Beqim Halimi        | 26 tháng 3, 1988 (17 tuổi)  |         | Basel         |
| 10 | TV | Ivan Rakitić        | 10 tháng 3, 1988 (17 tuổi)  |         | Basel         |
| 11 | TV | Christian Schneuwly | 7 tháng 2, 1988 (17 tuổi)   |         | Young Boys    |
| 12 | TM | Kevin Fickentscher  | 6 tháng 7, 1988 (16 tuổi)   |         | Werder Bremen |
| 13 | HV | Jan Hartmann        | 13 tháng 6, 1988 (16 tuổi)  |         | Winterthur    |
| 14 | HV | Raphael Mollet      | 18 tháng 6, 1988 (16 tuổi)  |         | SC Freiburg   |
| 15 | TV | Angelo Dorsa        | 17 tháng 1, 1988 (17 tuổi)  |         | Brescia       |
| 16 | TV | Shkëlzen Gashi      | 15 tháng 7, 1988 (16 tuổi)  |         | Zürich        |
| 17 | HV | Gaetano Berardi     | 21 tháng 8, 1988 (16 tuổi)  |         | Brescia       |
| 18 | TĐ | Moreno Costanzo     | 20 tháng 2, 1988 (17 tuổi)  |         | St. Gallen    |